# Lancashire League
Giải Lancashire League là giải đấu bóng dành cho các câu lạc bộ ở miền Bắc nước Anh. Giải đấu bóng đá này được thành lập vào năm 1889 vì nhận thấy sự thành công của Giải The Football League được thành lập một năm trước đó. Các quan chức của câu lạc bộ Bury Football Club nỗ lực xây dựng một giải đấu trong khu vực nhằm mục đích làm bước đệm để tham dự tại giải The Football League.
Mặc dù phần lớn các câu lạc bộ đã có trụ sở tại các quận của Lancashire, giải đấu cuối cùng đã chấp nhận một số câu lạc bộ từ quận láng giềng đó là Cheshire. Ngoài ra, xa hơn đó là câu lạc bộ Workington FC từ quận Cumberland cũng là thành viên trong hai mùa giải, trong khi Doncaster Rovers FC từ quận Yorkshire, cũng được tham gia vào giải đấu này. Giải đấu tồn tại trong mười bốn mùa giải cho đến năm 1903. Trong mùa giải 1903-1904, Giải Lancashire League trở thành giải hạng hai của Combination Lancashire. Trong vòng một vài năm rất nhiều các câu lạc bộ kỳ cựu của giải Lancashire League đã trở thành câu lạc bộ Lancashire Combination hàng đầu.
Giải Lancashire League có nhiều câu lạc bộ thành viên, bao gồm: Accrington Stanley, Blackpool, Bury, Crewe Alexandra, Liverpool, Nelson, New Brighton Tower, Southport Central và Stockport County.

## Đội vô địch Lancashire League (1889 - 1903)
| Mùa giải  |                    |
| --------- | ------------------ |
| 1889–90   | Higher Walton      |
| 1890–91   | Bury               |
| 1891–92   | Bury               |
| 1892–93   | Liverpool          |
| 1893–94   | Blackpool          |
| 1894–95   | Fairfield          |
| 1895–96   | Nelson             |
| 1896–97   | Chorley            |
| 1897–98   | New Brighton Tower |
| 1898–99   | Chorley            |
| 1899–1900 | Stockport County   |
| 1900–01   | Stalybridge Rovers |
| 1901–02   | Darwen             |
| 1902–03   | Southport Central  |

## Đội vô địch Lancashire League (1939 - nay)
Giải Lancashire League thứ hai được thành lập vào năm 1939 và mùa giải 1939-1940 là mùa giải cạnh tranh chủ yếu giữa các đội 'A' của các câu lạc bộ bóng đá Lancashire League. Tuy nhiên do ảnh hưởng của cuộc Chiến tranh thế giới thứ hai nên giải đấu chỉ diễn ra được một mùa giải và bị hủy bỏ.
Năm 1949, giải đấu được thành lập lại và là cuộc thi giữa các câu lạc bộ tại giải Lancashire League. Giải đấu được chia thành hai hạng rồi ba hạng. Từ mùa giải 2006-07, giải đấu được tài trợ bởi Lancit Haulage Limited và mùa giải 2010-11 được tài trợ bởi GalaxyFootball.co.uk.
| 1939–40  | Preston North End 'A'              |                         |                      |
| 1949–50  | Blackpool 'A'                      |                         |                      |
| 1950–51  | Preston North End 'A'              |                         |                      |
| 1951–52  | Stockport County Reserves          |                         |                      |
| 1952–53  | Burnley 'A'                        |                         |                      |
| 1953–54  | Rochdale Reserves                  |                         |                      |
| 1954–55  | Manchester United 'B'              |                         |                      |
| Mùa giải | Division One                       | Division Two            |                      |
| 1955–56  | Oldham Athletic Reserves           | Burnley 'B'             |                      |
| 1956–57  | Burnley 'A'                        | Bolton Wanderers 'B'    |                      |
| Mùa giải | Division One                       | Division Two            | Division Three       |
| 1957–58  | Rochdale Reserves                  | Everton 'B'             | Blackburn Rovers 'C' |
| 1958–59  | Preston North End 'A'              | Everton 'B'             | Bury 'B'             |
| 1959–60  | Bolton Wanderers 'A'               | Everton 'B'             | Manchester City 'C'  |
| 1960–61  | Burnley 'A'                        | Bolton Wanderers 'B'    | Liverpool 'C'        |
| Mùa giải | Division One                       | Division Two            |                      |
| 1961–62  | Burnley 'A'                        | Liverpool 'B'           |                      |
| 1962–63  | Everton 'A'                        | Everton 'B'             |                      |
| 1963–64  | Everton 'A'                        | Everton 'B'             |                      |
| 1964–65  | Everton 'A'                        | Manchester United 'B'   |                      |
| 1965–66  | Liverpool 'A'                      | Liverpool 'B'           |                      |
| 1966–67  | Everton 'A'                        | Manchester City 'B'     |                      |
| 1967–68  | Liverpool 'A'                      | Liverpool 'B'           |                      |
| 1968–69  | Liverpool 'A'                      | Manchester City 'B'     |                      |
| 1969–70  | Everton 'A'                        | Manchester United 'B'   |                      |
| 1970–71  | Everton 'A'                        | Blackburn Rovers 'A'    |                      |
| 1971–72  | Liverpool 'A'                      | Manchester United 'B'   |                      |
| 1972–73  | Stockport County 'A'               | Liverpool 'B'           |                      |
| 1973–74  | Wigan Athletic Reserves            | Everton 'B'             |                      |
| 1974–75  | Everton 'A'                        | Everton 'B'             |                      |
| 1975–76  | Oldham Athletic Reserves           | Liverpool 'B'           |                      |
| 1976–77  | Oldham Athletic Reserves           | Liverpool 'B'           |                      |
| 1977–78  | Liverpool 'A'                      | Burnley 'A'             |                      |
| 1978–79  | Port Vale Reserves                 | Burnley 'A'             |                      |
| 1979–80  | Tranmere Rovers Reserves           | Everton 'B'             |                      |
| 1980–81  | Oldham Athletic Reserves           | Burnley 'A'             |                      |
| 1981–82  | Wigan Athletic Reserves            | Blackburn Rovers 'A'    |                      |
| 1982–83  | Liverpool 'A'                      | Oldham Athletic 'A'     |                      |
| 1983–84  | Manchester United 'A'              | Morecambe Reserves      |                      |
| 1984–85  | Manchester United 'A'              | Blackburn Rovers 'A'    |                      |
| 1985–86  | Manchester City 'A'                | Oldham Athletic 'A'     |                      |
| 1986–87  | Manchester United 'A'              | Preston North End 'A'   |                      |
| 1987–88  | Manchester United 'A'              | Oldham Athletic 'A'     |                      |
| 1988–89  | Everton 'A'                        | Manchester United 'B'   |                      |
| 1989–90  | Manchester United 'A'              | Blackpool 'A'           |                      |
| 1990–91  | Manchester United 'A'              | Crewe Alexandra 'B'     |                      |
| 1991–92  | Crewe Alexandra 'A'                | Crewe Alexandra 'B'     |                      |
| 1992–93  | Manchester United 'A'              | Liverpool 'B'           |                      |
| 1993–94  | Burnley 'A'                        | Preston North End 'A'   |                      |
| 1994–95  | Manchester United 'A'              | Manchester City 'B'     |                      |
| 1995–96  | Manchester United 'A'              | Blackburn Rovers 'B'    |                      |
| 1996–97  | Manchester United 'A'              | Manchester United 'B'   |                      |
| 1997–98  | Manchester United 'A'              | Blackburn Rovers 'B'    |                      |
| Season   | Division One                       |                         |                      |
| 1998–99  | Tranmere Rovers 'A'                |                         |                      |
| 1999–00  | Southport Reserves                 |                         |                      |
| 2000–01  | Morecambe Reserves                 |                         |                      |
| 2001–02  | Morecambe Reserves                 |                         |                      |
| 2002–03  | Morecambe Reserves                 |                         |                      |
| 2003–04  | Morecambe Reserves                 |                         |                      |
| 2004–05  | Morecambe Reserves                 |                         |                      |
| 2005–06  | Morecambe Reserves                 |                         |                      |
| Mùa giải | East Division                      | West Division           |                      |
| 2006–07  | Farsley Celtic Reserves            | Morecambe Reserves      |                      |
| 2007–08  | Farsley Celtic Reserves            | Workington Reserves     |                      |
| 2008–09  | Bradford (PA) Reserves             | Fleetwood Town Reserves |                      |
| 2009–10  | Harrogate Town Reserves            | Southport Reserves      |                      |
| 2010–11  | Bradford (PA) Reserves             | Bamber Bridge Reserves  |                      |
| 2011–12  | Thackley Reserves                  | Lancaster City Reserves |                      |
| 2012–13  | Ossett Albion Reserves             | Lancaster City Reserves |                      |
| 2013–14  | F.C. United of Manchester Reserves | A.F.C. Fylde Reserves   |                      |

## Liên kết khác
- GalaxyFootball.co.uk Lancashire Football League official site Lưu trữ ngày 19 tháng 1 năm 2012 tại Wayback Machine
- GalaxyFootball.co.uk Lancashire Football League Full Time site